# Manuel Ruiz Zorrilla

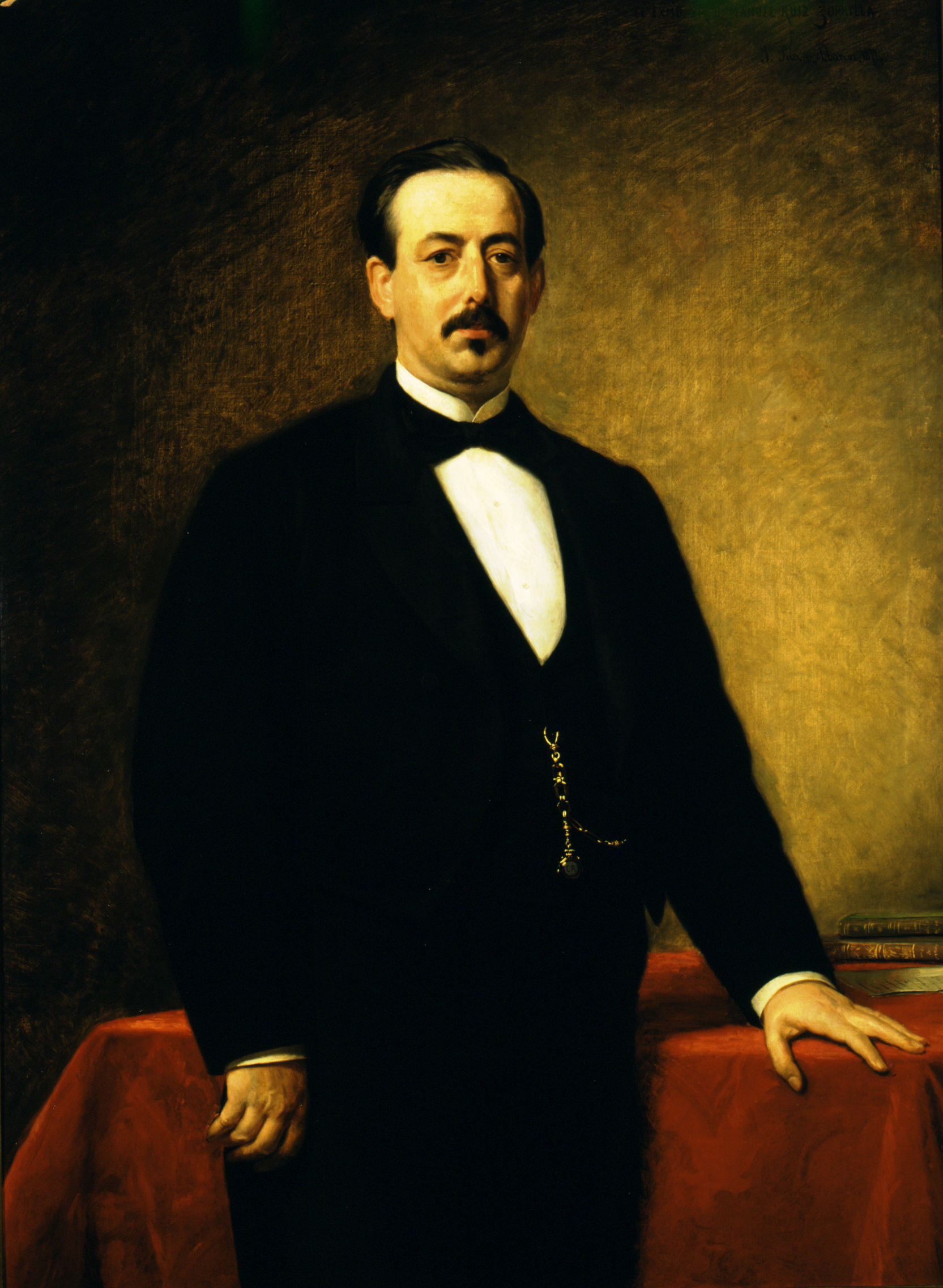
Manuel Ruiz Zorrilla. (Gemälde im Congreso de los Diputados de España)

Manuel Ruiz Zorrilla (* 22. März 1833 in Burgo de Osma, Provinz Soria; † 13. Juni 1895 in Burgos) war ein spanischer Politiker und Regierungspräsident Spaniens (Presidente del Gobierno).

## Leben

### Herrschaft von Königin Isabella II.
Nach dem Schulbesuch absolvierte er zunächst ein Studium der Philosophie an der Universität Valladolid. Anschließend schloss er noch ein Studium der Rechtswissenschaften an der Universität Complutense Madrid an. Bereits nach zwei Jahren Studium absolvierte er 1857 sein juristisches Examen (Licenciatura). Unmittelbar danach wurde er Kommandant der Nationalgarde in Soria sowie Abgeordneter des Parlaments der Provinz Soria (Diputado Provincial).
Seine nationale politische Laufbahn begann dann am 31. Oktober 1858, als er als Kandidat der Partido Progresista zum Abgeordneten des Parlaments (Congreso de los Diputados) gewählt wurde, wo er allerdings nur für eine Wahlperiode bis Oktober 1863 die Interessen des Wahlkreises Soria vertrat.
Wegen seiner Teilnahme an der Revolte von San Gil am 22. Juni 1866 wurde er zur Todesstrafe verurteilt. Der Hinrichtung entzog er sich jedoch durch Flucht ins Ausland, von wo aus er Aktionen zum Umsturz von Königin Isabella II. leitete.

### Revolution von 1868 und Herrschaft von König Amadeus
Als Vorsitzender der Partido Radical gehörte er zu den Siegern der Revolution vom September 1868 (La Gloriosa), die letztlich zum Thronverzicht der Königin führte.
Am 8. Oktober 1868 wurde er als Förderungsminister (Ministro de Fomento) in die Regierungen von Francisco Serrano Domínguez und Juan Prim berufen, denen er mit Ausnahme einer dreitägigen Unterbrechung bis zum 13. Juli 1869 angehörte. In diesem Amt begründete er die Freiheit der Erziehung. Außerdem ordnete er durch Dekret die Überführung der religiösen Bibliotheken und Archive in den Staatsbesitz an. Des Weiteren führte er umfangreiche Reformen der Hochschulstudien durch. Während dieser Zeit war er außerdem auch wegen Krankheit des Amtsinhabers von April bis Mai 1869 amtierender Innenminister (Ministro de Gobernación). Im Rahmen einer Regierungsumbildung übernahm er dann vom 13. Juli 1869 bis zum 9. Januar 1870 im Kabinett Prim das Amt des Ministers für Gnadengesuche und Justiz (Ministro de Gracia y Justicia).
Nach einer mehrjährigen Unterbrechung wurde er dann erst wieder am 15. Januar 1869 zum Abgeordneten des Parlaments gewählt, wo er diesmal für vier Wahlperioden bis Mai 1873 die Interessen der Wahlkreise Madrid, Soria und Palencia vertrat.
Während dieser Zeit war er auch vom 17. Januar 1870 bis 2. Januar 1871 Präsident des Parlaments (Presidente de la Cámara). In diesem Amt leitete er die Sitzung der Cortes zur Proklamation von Amadeus Ferdinand Maria von Savoyen zum König von Spanien im November 1870.
Anschließend wurde er am 4. Januar 1871 wieder zum Förderungsminister in die Regierung von Serrano Domínguez berufen, der er bis zum Ende der Amtszeit am 24. Juli 1871 angehörte.
Danach wurde er Serranos Nachfolger im Amt des Regierungspräsidenten Spaniens (Presidente del Gobierno). Als solcher bildete er ein bis zum 5. Oktober 1871 im Amt befindliches Kabinett, in dem er selbst zugleich das Amt des Innenministers übernahm. Als Regierungspräsident verfolgte er insbesondere eine gegen die Ideologie von Práxedes Mateo Sagasta gerichtete Politik, die letztlich zur Spaltung der Partido Progresista führte. Nachfolger als Regierungspräsident wurde dann José Malcampo Monge.
Nach dem Rücktritt von Serrano Domínguez wurde er am 13. Juni 1872 erneut dessen Nachfolger als Regierungspräsident. Auch diesmal übernahm er in seiner Regierung das Amt des Innenministers. Ruis Zorilla war damit der letzte Regierungspräsident von König Amadeus. Nach der Abdankung des Königs und der Ausrufung der Ersten Spanischen Republik am 10. Februar 1873 trat er am 12. Februar 1873 zurück und ging anschließend zusammen mit dem König ins Exil nach Genua.

### Erste Spanische Republik und Herrschaft von König Alfons XII.
Nach der kurzlebigen Ersten Spanischen Republik und der am 29. Dezember 1874 erfolgten Ausrufung von Alfons XII., dem Sohn von Königin Isabella II., zum König von Spanien war er als Gründer der Partido Republicana Progresista einer der maßgeblichen Führer der Opposition. Als solcher versuchte er während der ersten Regierung von Antonio Cánovas del Castillo vergeblich einen Sturz der Monarchie durch das Militär (Pronunciamiento Militar).
1883 trieb er maßgeblich die Gründung der Militärisch – Republikanischen Vereinigung (Asociación Republicana Militar) voran. Erfolglos waren jedoch seine Versuche zur Erreichung der Unterstützung der republikanischen Kräfte in Frankreich. Während der Aufstände von Badajoz 1883, Cartagena 1886, General Villacampa bei Madrid 1886 und anderen Orten gab er Schriften zur Unterstützung der Aufständischen heraus, die allerdings wegen der fehlenden Unterstützung durch die Zivilbevölkerung nicht zum Sturz der Monarchie führten.
Am 1. Februar 1891 wurde er dann wiederum zum Mitglied des Parlaments gewählt, wo er schließlich bis zu seinem Tode die Interessen der Wahlkreise von Barcelona und dann ab dem 5. März 1893 von Madrid vertrat. Bereits 1893 schuf er zusammen mit Nicolás Salmerón die Grundlagen für die Gründung der Unión Republicana. Zur Gründung kam es dann aber wegen seines Todes nicht mehr.
In seiner Geburtsstadt Burgo de Osma wurde die Grundschule (Colegio Publico) nach ihm benannt. Die Stadt Burgos ließ später für ihn ein Denkmal errichten.